# 정구 (1543년)
정구(鄭逑, 1543년 7월 9일~1620년 1월 5일)는 조선 중기의 문신, 성리학자, 철학자, 역사학자, 작가, 서예가, 의학자이자 임진왜란기의 의병장이다. 자(字)는 도가(道可), 가보(可父), 호는 한강(寒岡)·회연야인(檜淵野人), 본관은 청주 정씨(淸州), 시호는 문목(文穆)이다.

## 생애

### 생애 초기

#### 초기 활동
한강은 1543년 7월 9일 경상북도 성주군 유촌에서 태어났다. 그는 철산군수를 지낸 정윤증(鄭胤曾)의 종손으로, 할아버지는 사헌부감찰 정응상(鄭應祥)이고, 아버지는 김굉필의 외손으로 충좌위 부사맹(忠佐衛副司孟)을 지낸 정사중(鄭思中)이며, 어머니는 성주이씨(星州李氏)로 이환(李煥)의 딸이다.
그의 선대는 6대조 정총(鄭摠)과 그 동생인 6대 방조 정탁(鄭擢) 형제가 조선의 개국공신이 되어 출사한 이래 조선의 고관을 배출한 가문으로 한양에서 살았으나 아버지 정사중은 낮은 직책인 부사맹을 지냈고, 부인 성주이씨와 혼인하면서 처가가 있는 경상북도 성주에 가서 정착하였다. 그러나 그와 둘째 형인 정곤수(鄭崑壽)가 다시 가문을 일으키는데, 형 정곤수는 문과에 급제하여 병조·형조참판, 의정부좌찬성 등을 역임한 당대의 고관이었다.
어려서부터 기억력이 좋았으며 일찍부터 글을 잘 지었다. 5세에 이미 신동으로 불렸으며 10세에 ≪대학≫과 ≪논어≫의 대의를 이해하였다. 10세의 나이에 대학과 논어에서 말하는 내용을 유창하게 설명하여 주변 사람들을 놀라게 하였다 한다. 성주향교 교수인 5촌 이모부 오건(吳健)에게 수학하고, 남명 조식의 문하에 찾아가 성리학을 수학하다가 뒤에 퇴계 이황을 찾아가 그에게도 성리학을 수학하여, 영남학파의 양대 거두로부터 학문의 정통을 모두 계수하게 되었다.

#### 성리학 수학
정구는 일곱살 때부터 논어와 대학의 대의를 깨우쳐 신동으로 소문이 자자하였다.
1555년(명종 10년) 무렵에는 5촌 이모부인 오건(吳健)에게 역학을 배웠는데 시간이 되지 않아 건(乾)·곤(坤) 두 괘(卦)만 배우고도 나머지 괘는 스스로 유추해 스스로 깨달았다 한다.
1563년에 이황(李滉)의 문하에 찾아가 스승으로 글을 배웠다. 그는 관직에 나갈 뜻 없이 공부에만 전념하였으나 과거를 보라는 주변의 권고로 1563년 향시(鄕試)에 응시하여 합격했으나 이후 문과를 포기하고 고향으로 돌아가 학문 연구에 전념하였다. 
1566년에 조식(曺植)을 찾아 뵙고 스승으로 삼아 그의 문하에도 출입하며 글을 배웠다. 또한 얼마 뒤에는 대곡 성운(成運)을 찾아가 그의 문하에서도 수학하였다. 당대의 삼현인 퇴계, 남명, 대곡한테서 학문을 익혔지만 끝내 벼슬로 출세하는 길을 외면하고 과거를 보지 않았다. 이후 그는 학문을 함에 있어서 구도의 일념으로 정진하였다. 그 뒤 명종조에 여러 번 유일로서 관직에 천거되었지만 모두 고사하였다.
1573년 이조에서 산림의 한사람으로 천거되었으나 사양하였다. 그해 11월 동문인 김우옹(金宇顒)이 그의 사람됨됨이를 추천하였으나 포의에게 대간직을 임명하는 것은 규정에 어긋난다며 선조가 거절하였다. 12월 김우옹이 다시 임금에게 그를 추천한다.
| “ | 지난번에 이조(吏曹)에서 산야(山野)의 조행이 있는 선비를 써서 아뢰었는데, 대개 다 착한 선비입니다. 유학(幼學) 정구(鄭逑)는 나이가 가장 젊어서 대신들이 모르지만 학문이 통명(通明)하여 장래가 있는 사람입니다. 이황(李滉)을 따라 글을 배웠고 전에 조식(曺植)의 문하에 왕래하였으며 재식(才識)이 있는 데다가 학문도 있습니다. 신은 정구와 같은 동리에 살기 때문에 그 사람됨을 잘 압니다. | ” |

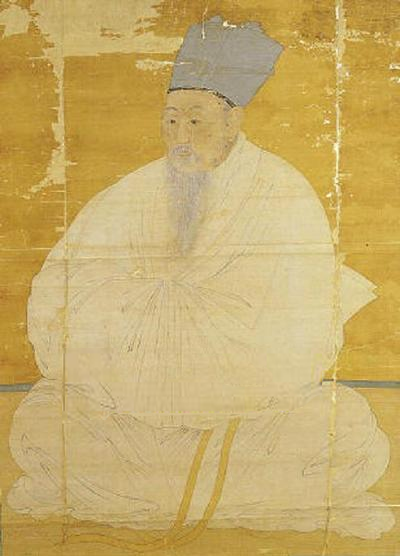
제자이자 조카사위인 여헌 장현광

조정에서는 정구에게 여러 벼슬을 주어 불렀지만 모두 사양하고 백매헌을 짓고 제자들을 가르치고 있었다. 덕령부윤 장안세의 8대손 여헌 장현광이 그를 찾아왔다. 여헌 역시 자신의 스승처럼 학문에만 전념할 뿐 과거를 치루지 않고 초야에 묻혀 있었다. 여헌은 후일 자신의 정구의 조카딸과 결혼하여 조카사위가 되기도 한다.

### 정치 활동

#### 관료 생활
학덕으로 명성이 알려지면서 1573년(선조 6년) 조식 문하의 동문이자 스승 조식의 외손녀사위인 김우옹(金宇顒)에 의해 유일(遺逸)로 천거되어 예빈시 참봉(禮賓寺參奉)이 되었다. 1574년 1월 다시 김우옹이 그를 추천하였으나 사양하였다. 이후 류성룡 등도 그를 천거하였고 이황, 조식의 문도들의 거듭된 권고로 관직에 나가게 된다. 1578년 1월 사포서 사포(司圃署司圃)에 천거되었으나 사양하고 나가지 않았다. 다시 1578년 사포서주부(司圃署主簿)에 임명되어 출사하였다.
이후 삼가현감(三嘉縣監), 의흥현감(義興縣監), 지례현감(知禮縣監)에 임명되었으나 모두 사퇴하였다. 그 뒤 1580년(선조 13년) 4월 창녕현감(昌寧縣監)에 임명되자 사은숙배하고 부임하여 다시 관직에 나갔다. 왕이 그에게 지방관으로서 해야 할 것을 묻자 그는 '학교의 정사(政事)를 먼저 닦아야 합니다'라 하였고 왕은 그의 명성이 허명이 아니라며 위로하고 타일러서 보냈다. 창녕현감으로 선정을 베풀어 생사당까지 세워졌다. 지방관으로 있을 때는 일처리를 공정하게 진행하였고 한번의 사사로운 대접, 선물조차 받지 않았으며, 공정하게 판결을 내렸다. 그가 김우옹의 천거로 관직에 올랐듯 그 또한 우곡(愚谷) 송량(宋亮) 등의 숨어있는 선비들을 발견, 발탁하여 유일 또는 학덕으로 조정에 천거하였다.
1581년 9월 사헌부지평에 제수되자 사양하였으나 왕이 허락하지 않았다. 그해 사헌부지평이 되었다가 1582년 군자감판관에 임명되었으나 신병을 이유로 사퇴하였다. 1583년 3월 다시 비변사 회의에서 인재를 천거할 때 이이가 그를 다시 천거하였다. 그해 10월 이조판서인 율곡 이이가 그를 선조에게 추천하였다.
1584년(선조 17년) 3월 동복현감(同福縣監)으로 부임했다가 1585년 소환되어 교정청낭청(校正廳郎廳)에 임명되었다. 교정청낭청 재직 중 《소학언해》·《사서언해》 등의 교열, 교정에 참여하였다. 공조 정랑으로 삼았다가 곧바로 장악원첨정(掌樂院僉正)이 되었으나 수개월만에 사직하고 다시 고향으로 돌아가 학문 연구와 후학 양성에 전념했다. 1587년 함안군수로 나갔다.

#### 임진왜란 전후

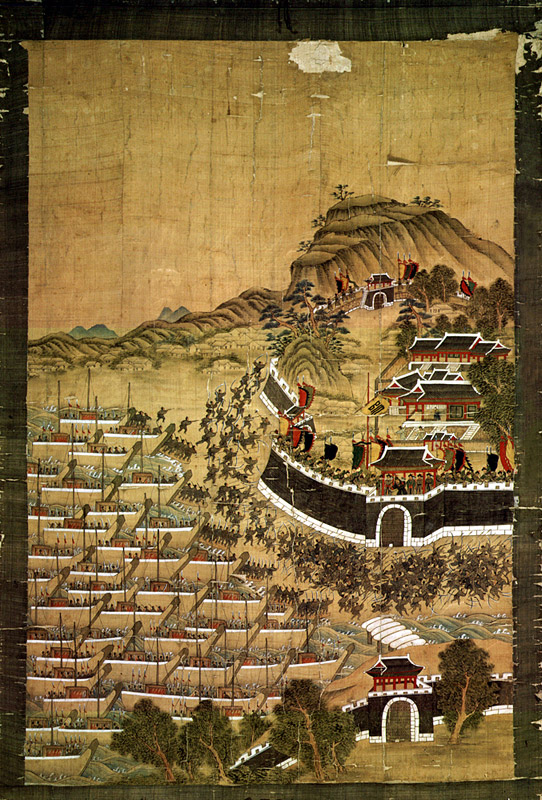
임진왜란 당시 부산진 전투

그 뒤 1591년 12월 통천군수(通川郡守)로 부임했다가 1592년(선조 25년) 4월 임진왜란이 일어나자 군수로 재직하면서 창의문을 돌려 의병을 거병하여 통천 지역과 강원도 북부지역까지 쳐들어온 일본군과 상대하였다. 이어 강원도의 험준한 산맥을 이용하여 일본군을 몰살시키거나 타격을 주어 일본군이 개마고원 이북으로 상륙하는 것을 막아냈다. 또한 선조의 서왕자들이 피난올 때 다른 수령들은 백성들의 습격과 반발을 우려하여 왕자들을 꺼렸으나, 그는 왕자들을 왕자의 예로써 대접하고 그들의 피신을 도왔다. 그러나 전란 초, 일본군이 통천군내까지 진입해왔고
금강산(金剛山)으로 피난갔다가 통천군으로 숨었던 선조의 형 하릉군(夏陵君)은 관북(關北)의 토적(土賊)들이 왜적을 인도하여 산을 수색한다는 말을 듣고 끌려가 핍박당할까 근심하다 스스로 목을 매어 죽었다. 그런데 사망한 하릉군(河陵君)의 시체가 사라졌다. 전란 중 친형의 시체를 찾지 못하자 선조는 사람들을 시켜서 형 하릉군의 시체를 찾게 했는데, 1592년 9월 하릉군의 시체를 찾아 장례를 주관하였다.
하릉군의 시신을 찾아 염습하고 초상치르는 일을 의식대로 하였으며, 왜군과 내통한 반민(叛民)을 체포하여 처벌하였다. 이 일이 알려지자 특명으로 1592년 10월 통정대부로 가자되었다.
| “ | 이 상사(喪事)는 시종 정구(鄭逑)가 마음을 다한 성의 덕분이다. 정구가 아니었다면 그 유해(遺骸)를 어떻게 찾을 수 있었겠는가. 정구의 덕을 나는 갚을 길이 없다. 우선 당상(堂上)으로 승진시키라. 신보·정덕장(鄭德璋)도 명을 받고서 마음을 다해 호상(護喪)하고 간관(間關)1966) 함을 꺼리지 않고 나의 뜻을 몸받았으니, 신보는 6품으로 천전(遷轉)시키고, 정덕장은 동반(東班)에 허통(許通)하여 직장(直長)을 제수하고, 정덕규(鄭德珪)는 부장(部將)을 제수하여 각각 그들의 노고에 보답하라 | ” |

하릉군 시신을 찾은 공로로 특별히 당상관으로 승진한 뒤 이후 우부승지, 장례원판결사 등을 지냈다. 한편 영남에서는 그의 동문들과 문하생들이 의병을 일으켜 일본군에 대적하였다.
관동지방의 인문지리서인 《관동지》를 만들 때는 이런 일도 있었다. 임진왜란이 일어나 군무(軍務)로 대단히 바쁜 시기에 정구는 조금의 여가라도 있으면 관동지방의 지지(地誌)를 만들었다. 그의 제자 최현(崔晛)이 그 이유를 물었다. 이에 그는 "완급은 진실로 다르지만 마땅히 해야 할 일을 겨를이 없다고 해서 놓아두고 지나칠 수는 없다. 지금 서적이 거의 다 흩어져 없어졌으니, 만약 보고 들은 것을 (누군가) 수습해두지 않는다면 장차 후세에 보일 만한 것이 없을 것이다"고 했다. 군사적인 일과 지방지 편찬이 그 완급의 측면에서 다르기는 하지만, 전쟁으로 인해 흩어지고 있는 자료들을 수집, 정리해두지 않으면 훗날 그 지방을 다스리는 데 많은 문제가 발생한다는 것이었다.
1594년 12월 특별히 승정원동부승지에 제수되어 피난중인 조정에 합류하였다. 이어 명나라의 사신들을 접대하는 문제를 상의하였고, 경연참찬관이 되어 경연에 참여하였다. 1595년 우부승지, 좌부승지, 경연참찬관 등을 거쳐 명나라의 사절을 맞이하였고, 그해 6월 장례원 판결사(掌隷院判決事), 9월 승정원 우승지, 10월 다시 우승지에 임명되었다. 그해 10월 정인길 등을 찾아가 기인으로 알려진 이성남을 조사, 탐문하고 돌아왔다. 그러나 바로 보고하지 않았다 하여 그해 11월 사헌부의 탄핵을 당하기도 했다. 바로 다시 좌부승지가 되었으나, 사헌부로부터 다시 탄핵을 받았다. 선조는 추고하게만 하고 계속 정구의 승지직 체차를 청하는 사헌부의 청을 물리쳤다. 그해 12월 다시 좌부승지가 되었다.

#### 강원 감사 재직 시절
1596년 1월 수강원도관찰사(守江原道觀察使)로 부임하였다. 이어 2월 평창(平昌)과 정선(旌善) 등지에서 발생한 지진을 신속히 보고하여 처결하였다. 4월에는 울진군의 효자인 유학(幼學) 주경안(朱景顔)의 효행과 충의를 보고하여 포상을 건의하였다.
아버지 주세홍(朱世弘)이 학질을 앓아 죽게 되자 손가락 두 마디를 잘라 태워 재를 약에 타서 드림으로써 즉시 효험을 보았습니다. 그 아비는 그 후 또 중풍과 부종으로 전신을 쓰지 못하며 목숨이 오늘내일 하고 있었는데, 의원이 지렁이의 즙이 약이라고 하였다. 때는 바야흐로 얼어붙는 겨울이었는데, 땅을 파서 지렁이를 잡아다 바쳐서 병환을 낫게 하였다. 또한 그 아우 주경삼(朱景參)이 일찍 죽자 기년(期年) 동안 육식(肉食)을 하지 않았으며, 부모의 상을 당하여서는 3년 동안 죽을 먹었습니다. 제사를 당하여 제육(祭肉)이 없자 말총으로 그물을 만들어 밭에 설치하였는데 산비둘기 6마리가 스스로 걸려 들었다. 또한 인성대비(仁聖大妃)·인순대비(仁順大妃)상과 및 명종 대왕(明宗大王) 국상 때는 상복을 입고 3년 동안 복상(服喪)하였다.

또한 병으로 체직을 청하는 춘천 부사(春川府使) 이준(李準)이 병을 정고(呈告)한 것을 받아들여 체차를 청하였다. 그러나 이준의 사직을 업무회피로 본 사간원에 의해 탄핵을 받고 추고되었다. 그해 여름에는 심한 바람으로 곡식이 손상되자 바로 보고하여 조치하였다.
강원도 영월군(寧越郡)에 광풍(狂風)이 불며 큰비가 내려 화곡(禾穀)이 손상되었다. 평해군(平海郡)은 4∼5월엔 잇달아 가물었고 7월에는 흐리다 비오다 하며 날마다 흙비가 개이지 않았는데 천둥과 번개가 치며 바람이 심하게 불고 큰비가 내려 홍수가 넘치면서 들판이 모래로 덮였다. 간성군(杆城郡)은 5월부터 한달 간이나 흐리고 비가 내렸으므로 화곡이 썩어서 주저앉았다. 통천군(通川郡)은 철아닌 바람이 불고 쓸데없는 비가 내려 화곡이 손상되었다. 금성현(金城縣)은 7월부터 동풍(東風)이 크게 불어 곡식 이삭이 손상되었다.

수강원도관찰사로 나가 선정을 베풀고 그해 12월 내직으로 돌아와 형조참의가 되었다. 1597년 1월 우부승지(友副承旨)가 되었다.

#### 사퇴와 낙향, 후학 양성
1597년 6월 성천 부사(成川府事)로 부임하였다. 10월 성실성을 인정받아 종2품으로 특별 가자되었다. 이후 사간원이 그의 가자를 부당하다 하여 계속 반대하였으나 선조가 이를 듣지 않았다.
1598년 전란이 끝난 후 관직을 사퇴하고 고향에 내려가 학문 연구와 후학 양성에 뜻을 두었으며, 조식 문하의 동문이었던 김우옹 역시 정구에게 여러번 나와서 꿈을 펼칠 것을 권고했으나 그는 조용히 사양하였다. 서애 류성룡 역시 그의 학덕을 높이 평가하여 여러번 천거하였다. 거듭된 추천으로 선조는 그에게 출사를 종용하였으나 모두 나가지 않았다. 고향에서 성리학을 가르치면서 그는 자신이 스스로 주자의 가례대로 제자들을 대하였고, 제자들에게도 존대를 하고 예의를 갖추었다. 그 뒤 행 부호군(行副護軍)에 임명되었으나 곧 사퇴하였다.
그러나 계속 출사하라는 선조와 조정의 끈질긴 부탁, 권고를 이기지 못해 결국 출사하였다. 1600년 9월에는 의인왕후가 죽자 길지를 택해 의인왕후의 능지 후보지를 조사하여 보고하였다. 바로 총호사 이헌국으로부터 그가 지리를 잘 본다는 추천을 받았다. 1600년 9월 행 부호군(行副護軍), 10월 행 충무위 사직(行忠武衛司直)이 되었으며 10월 관상감 제조로 능지 선정 작업에 참여하였다. 이후 승정원우승지(右承旨)·공조참판(工曹參判) 등을 역임하였다.

#### 재출사와 사퇴
다시 내직으로 돌아와 형조참판이 되었다. 왕의 거듭된 간청으로 출사하게 된 그는 퇴청 시간에는 역시 서실을 열고 문인들에게 글을 가르쳤다. 그는 임진왜란으로 사회가 무너지고 신분제 변동, 과부의 개가 등 질서가 흐트러지자, 사회를 안정시킬 대안으로서 예를 제시하였다. 그러나 왕실은 제왕의 가문이므로 제왕의 예는 일반 사대부나 백성들과는 다르게 적용되어야 된다고 보았고 이는 후일 북인과 남인의 이념이기도 한 왕사부동례설 창시로 이어진다.
1601년(선조 34년) 9월 영월 군수를 거쳐 1602년(선조 35년) 1월 청주목사로 부임하여 교육시설 확장을 원하는 지역 유림의 건의로 기존의 백운서당을 중수, 지원하여 운곡서원으로 개편하였다. 1603년 3월 홍주 목사(洪州牧使)로 부임하였으나 그해 8월 사직하고 동지(同知)로 전임되었다. 이후 관직에서 물러나 학문 연구와 후학 양성에 치중하였다.
1604년 3월 공조참판을 거쳐 그해 8월 광주 목사(光州牧使)로 나갔다. 1607년 1월 안동 부사(安東府使)로 부임하였다. 선조가 사망하자 관직을 사퇴하고 고향으로 되돌아갔다.
1608년 광해군 즉위 초 북인 조정에서 그를 천거하였으나 사양하였다. 바로 그해 3월 사헌부대사헌에 임명되어 정장을 올려 사직을 청하였으나 받아들여지지 않아 3월 말 상경하여 출사하였다. 그러나 곧 사직소를 올리고 내려갔고, 조정에서는 계속 출사할 것을 청하였으나 모두 사양하였다. 4월 세자 보양관에 임명되었으나 사양하였다. 광해군은 교서를 통해 특별히 사람을 보내 그를 불러들였다.

#### 사퇴와 낙향, 후학 양성
1608년 4월말 다시 상경하였으나 곧 사직하고 되돌아갔고, 5월 다시 사직을 청하였다. 6월 형조참판에 임명되어 거듭된 출사요청을 거절하지 못하고 다시 출사하였다.
경이 올라왔다는 말을 듣고 마음이 매우 위로가 되었다. 더위와 장마속에 오느라 병이 났다고 하는데, 경은 머물러 몸을 조리하고 나를 버리지 않아야 할 것이다.

그러나 1608년 6월말 다시 사직서를 올리고 고향으로 내려갔으나 받아들여지지 않았고, 그해 9월 다시 사직 상소를 올렸으나 역시 거절당하였다. 광해군 즉위 초 임해군(臨海君)이 유배된 뒤, 조정에서 임해군에 논의가 있자, 정구는 대사헌을 사직하는 차자를 올리면서 광해군이 형제간의 은의(恩義)를 온전하게 하는 쪽으로 처리해야 된다고 주장하고 사직을 청하였다. 이 일로 광해군에게 미움을 받고 파직당하였다.
이후 고향에서 학문 연구와 후학 양성에 전념하였다. 1610년 7월 그의 문인인 성주(星州)의 생원 정준민(鄭俊敏) 등이 상소를 올려 그를 복권시킬 것을 주청하였다. 그러나 거절당하였고, 정준민 등이 다시 그의 신원을 청하는 상소를 올렸으나 거절당하였다. 그해 9월 성주의 생원 송원기(宋遠器) 등이 다시 그의 복권을 청하는 상소를 올렸으나 거절당했다.

#### 임해군과 영창대군의 옥사
그는 관료생활 중에도, 지방관으로 활동하는 중에도 퇴청 후에는 서당을 열고 지역 후학을 가르쳤다. 1603년부터 스승 조식의 문집인 《남명집 南冥集》의 편찬이 시작되자 이에 적극 참여하였다. 광해군 즉위 후 《남명집》을 편찬하던 도중, 조정에 오현의 문묘종사 여론이 나올 때 정인홍(鄭仁弘)이 스승 조식이 대상에서 빠진 것을 불쾌히 여겨 이황과 이언적(李彦迪)을 비판, 배척하자 그를 설득하려 했으나 실패했다. 이후 정인홍이 남명집의 발문을 작성하는 것을 반대하여 정인홍과의 감정싸움 끝에 그와 절교를 선언하였다.
1608년(광해군 1년) 대사헌으로 재직 중 임해군(臨海君)의 옥사(獄事)가 일어나자 임해군 등을 용서해줄 것을 탄원하였으나 받아들여지지 않자 사직하였다. 그 후 고향으로 돌아갔다가 계축옥사가 일어나자 다시 출사하여 영창대군을 변호하며 구하려 노력했으나 실패하였다.
왕자 영부(佞夫)가 죽자 공자가 쓰기를 '천왕(天王)이 그 아우 영부(佞夫)를 죽이다.'라고 하였는데, 그의 죽음이 애당초 경왕(景王)이 한 것은 아니지만 다만 금지하지 못해서였습니다. 이에 대해 좌씨(左氏)는 '죄가 왕에게 있다.' 하였고, 곡량자(穀梁子)는 심하다고 하였으며, 두예(杜預)는 '골육을 잔상(殘傷)하였다.'라고 하였습니다. 지금 영창 대군이 어리고 몽매하여 아는 것이 없으니, 비단 영부가 알지 못했던 것 정도일 뿐만이 아닙니다. 그런데 조정의 의논이 그치질 않아 반드시 처치하고자 하고 있으니, 또한 경왕이 금하지 못한 것보다 심합니다.

그는 영창대군이 나이가 어리며 역모를 할 수 없다며, 곽재우 등과 영창대군을 변호하는 상소문을 여러번 올렸으나 모두 거절되었다.
이후 인목대비 폐모론까지 나타나자 관직을 단념하고 향리로 돌아가 백매원(百梅園)을 설립하고 후학 유생들을 가르쳤다. 이를 계기로 만년에 정치적으로 남인과 가까워졌지만 그의 수많은 문하생들은 남인과 북인에 두루 폭넓게 진출해 있었고, 그 역시 이황의 문인이자 조식의 문인으로 남인과 북인 모두에 동문수학한 동지들을 두고 있었다. 그리고 이후로도 계속 서경덕(徐敬德)의 문인들, 조식 문인들과 관계를 끊지 않았기 때문에 사상적으로는 영남 남인과 다른 요소들이 많았다.
수많은 문하들을 배출하였으며 한강문인록(寒岡門人錄)에는 문인이 모두 342명으로 기록되어 있다.
유명 문인으로는 초기의 제자인 문위, 장현광, 장흥효(張興孝), 이윤우(李潤雨), 서사원(徐思遠) 등으로부터 이천봉(李天封), 이천배(李天培), 최항경(崔恒慶), 송원기(宋遠器), 손처눌(孫處訥), 후기의 제자인 허목(許穆), 황종해(黃宗海) 등이 이름이 알려졌다. 이중 장현광과 허목은 그의 제자들 중 특히 이름이 높았으며, 허목은 광해군 때의 혼란기에 관직에 나갈 것을 단념하고 그의 문하에서 오래 수학하던 중 정구가 사망하자 그의 고제자였던 문위와 장현광을 찾아가 그들의 문하에서도 수학한다. 허목은 예송 논쟁 당시 남인의 주요 논객이었고, 조선 후기 남인 성리학의 거두이자 실학파의 기원이 된다.
또한 그의 문하생들 중 한준겸(韓浚謙) 등 소수는 특이하게도 서인의 당원이 된다.

### 학문 연구와 후학 양성

#### 왕사부동례 창시

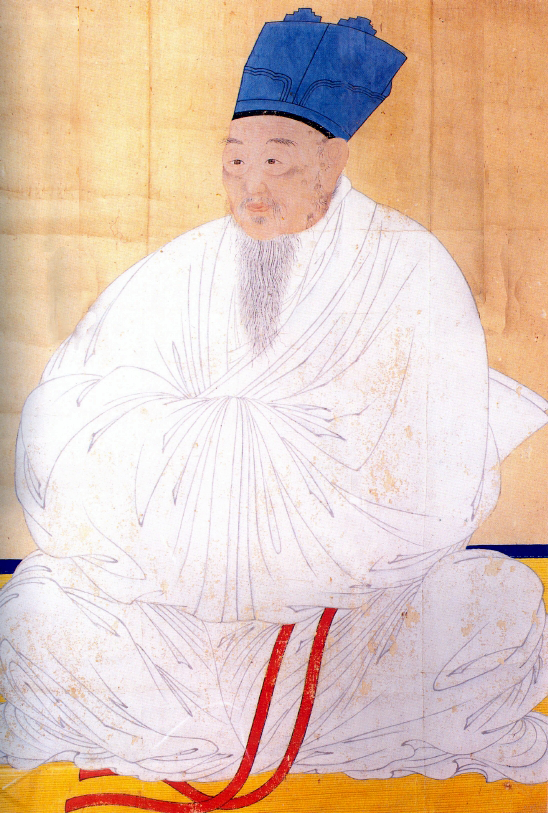
제자이자 조카사위인 여헌 장현광

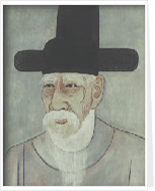
제자 미수 허목
(말년에 얻은 제자로, 남인의 당수이자 실학으로 이어지는 중간고리였으며 예송논쟁 당시 남인의 주요 논객이었다.)

그의 예학은 국가례(國家禮)와 사가례(私家禮)를 하나의 체계 속에 종합적으로 정리하려는 주자의 총체적인 예학을 추구하였다. 또한 국가례를 사가의 가례의 연장으로 보고, 사가의 가례 역시 국가에 대한 국예의 연속으로 보았다.
송나라와 명나라의 성리학자들 중에는 황제와 황실의 예절도 경사대부의 가례와 같아야 된다는 견해와 황실의 예절과 일반 경사대부의 예절이 다르다는 견해가 있었다. 그러나 조선에서는 왕실의 가례도 일반 사대부의 가례와 같아야 된다는 견해와 왕실도 중국 황실의 제후이자 신하이므로 일반 사대부의 가례와 같아야 된다는 견해가 나왔다.
이에 그는 왕가례(王家禮)와 사가례(士家禮)의 차별성을 강조하여 왕사부동례(王士不同禮)의 근거를 제시하였다. 그는 조선의 왕은 중국의 신하라는 것을 부정하지는 않았으나 조선의 국왕은 조선에서의 국왕이므로 왕가의 가례를 적용해야 된다고 보았다. 이는 《의례경전통해 儀禮經傳通解》의 체재를 기본으로 하고 사마광(司馬光)·장재(張載)·정호(程顥)·정이(程頤)·주자 등의 예설을 바탕으로 해 가(家)·향(鄕)·방국(邦國)·왕조례(王朝禮)를 복원한 ≪오선생예설분류≫에 이를 설명하였다. 이는 허목의 방국왕조례로 계승되었고, 예송 논쟁 당시 남인들의 왕가의 예절과 일반 사대부의 예절이 다르다는 이론적 근거를 제시한다.
예학 지식에도 탁월했던 그는 1573년 《가례집람보주 家禮輯覽補註》를 시작으로 《오복연혁도 五福沿革圖》, 예기와 관혼상제를 설명한 《예기상례분류 禮記喪禮分類》, 사마광, 장재, 정호, 정이, 주자의 예설을 종합한 《오선생예설분류 五先生禮說分類》를 종합 편찬하였고, 이후 유학자들의 복장인 심의 제조 방법을 기술한 《심의제조법 深衣製造法》 등을 저술하였다. 그밖에도 많은 예서를 편찬했으며, 이황에게서 전수받은 예학과 이황과 예학에 관해 주고받은 서신들을 모은 《퇴계상제례문답 退溪喪祭禮問答》을 간행하여 퇴계 이황의 예학을 소개하기도 하였다.

#### 학문 연구와 남인, 북인 학자 양성

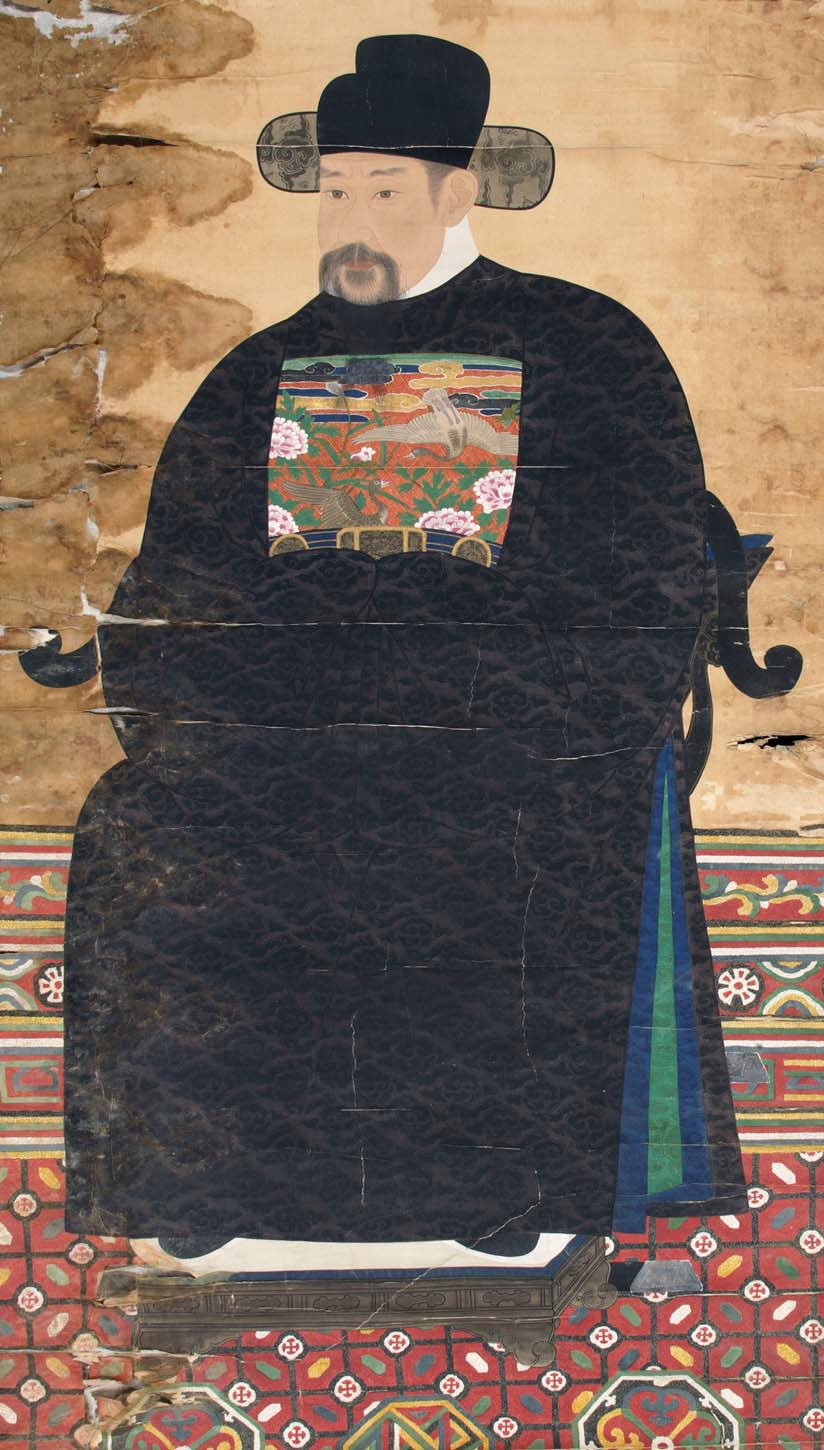
백호 윤휴
(정구의 문인 윤효전의 아들로 그에게도 영향을 주었다.)

이후 향리에서 유생들을 가르쳤고, 경학, 산수, 음양오행, 풍수지리, 의약, 병진(兵陣)과 책략, 군사 지식 등에 두루 정통했으며, 당대의 명문장가로 많은 제자를 배출했다. 그의 조카사위가 되는 여헌 장현광도 그의 제자였고, 모계 문위, 등암 배상룡 등을 길러냈고, 북인계열 문신인 윤효전이나 현종, 숙종 때 예송 논쟁을 주도한 허목 역시 그의 문하생이었다.
초당 두부를 만든 초당 허엽과 그의 아들인 홍길동전의 저자인 교산 허균과도 교류하였다. 허균의 집에 책이 많았던 관계로 그는 허균의 집에 들려 책을 여러권 빌려보곤 했다.
교산 허균에게 역사책인 《사강》을 빌려보고 10년이 넘도록 돌려주지 않았다. 이에 허균은 정구에게 편지를 보내 "옛사람의 말에 빌려간 책은 언제나 되돌려주기는 더디다 했는데, 더디다는 말은 1년이나 2년을 가리키는 것입니다. 《사강》을 빌려드린 지가 10년이 훨씬 넘었습니다. 되돌려주시기 바랍니다. 저도 벼슬할 뜻을 끊고 강릉으로 돌아가 그 책이나 읽으면서 소일하려고 감히 말씀드립니다."라며 돌려주기를 독촉했다.
그는 왕실은 일반 사대부나 백성과는 다르며, 예법과 종법 역시 계승자를 정통으로 적용되어야 된다는 왕가의 특수성을 강조하였다. 이러한 그의 사상은 동시대인인 사계 김장생의 왕가에게도 사대부와 평민가문과 똑같이 종법과 예법을 적용해야 되고, 종법과 예에 있어서는 예외가 존재하지 않는다는 예의 보편론 사상과 충돌하였다. 이는 한 세대 뒤 양자의 문인들 간에 벌어진 예송 논쟁으로 보다 극단적으로 대립하게 된다. 저서로는 《한강문집》, 《태극문변》, 《갱장록》 등이 있다.
그의 사상은 허목, 윤휴, 윤선도 등에게 영향을 미쳤고 이들을 통해 후대의 남인성리학자와 남인실학자들에게로 계승되었다. 1620년(광해군 13년) 1월 5일 성주 사상(泗上)의 지경재(持敬齋)에서 세상을 떠났다. 사망 당시 향년 77세였다.

### 사후
인조반정 직후인 1623년 남인계 제자들과 인조의 장인인 한준겸 등이 그의 학문적 공적을 기리면서 포상을 건의하여 그해 증 자헌대부 이조판서에 추증되었으며, 1625년(인조 3년) 문하생인 이윤우(李潤雨)가 왕에게 시호를 상주하는 상소를 올려 문목(文穆)의 시호가 내려졌다. 뒤에 증 대광보국숭록대부 의정부영의정이 가증(加贈)되었다.
사후에 성주의 회연서원(檜淵書院), 성주의 천곡서원(川谷書院), 평안북도 성천의 학령서원(學翎書院), 강원도 통천의 경덕사(景德祠), 대구 현풍의 도동서원(道東書院), 충청북도 충주의 운곡서원(雲谷書院), 전라남도 화순의 도원서원, 경북 칠곡의 사양서원(泗陽書院), 경남 창녕의 관산서원(冠山書院) 등에 제향되었다.

## 저서
- 《한강문집 寒岡文集》
- 《태극문변 太極問辨》

### 예학서
- 《가례집람보주》(家禮輯覽補註)
- 《오선생예설분류 五先生禮說分類》
- 《갱장록 羹墻錄》
- 《심경발휘 心經發揮》
- 《심의제조법 深衣製造法》
- 《예기상례분류 禮記喪禮分類》
- 《오복연혁도 五福沿革圖》
- 《퇴계상제례문답 退溪喪祭禮問答》
- 《개정주자서절요총목 改定朱子書節要總目》
- 《성현풍 聖賢風》
- 《성현풍범 聖賢風範》
- 《수사언인록 洙泗言仁錄》
- 《염락갱장록 濂洛羹墻錄》

### 편저
- 《관의 冠儀》
- 《혼의 婚儀》
- 《장의 葬儀》
- 《계의 稧儀》

### 역사서
- 《역대기년 歷代紀年》
- 고금충모 古今忠謨》
- 《치란제요 治亂提要》
- 《와룡지 臥龍誌》

### 의학서
- 《의안집방 醫眼集方》
- 《광사속집 廣嗣續集》

### 향토사료집
- 《창산지 昌山誌》
- 《동복지 同福志》
- 《관동지 關東志》
- 《영가지 永嘉志》
- 《평양지 平壤志》
- 《함주지 咸州志》

### 소설
- 《주자시분류 朱子詩分類》
- 《고금회수 古今會粹》

## 가계
- 조부: 정응상(鄭應祥)
  - 아버지: 정사중(鄭思中)
  - 어머니: 성주 이씨(星州李氏, 이환(李煥)의 딸)
    - 형: 정곤수(鄭崑壽)
    - 본인: 정구
      - 아들: 정장(鄭樟)

## 사상, 학문적 치적
철저한 주자학자로 성리학을 삶에 적용하려 하였다. 그러나 성리학만이 절대적 진리라고는 단정짓지 않는다. 이황과 조식 모두에게서 수학하였는데, 그는 이황과 조식의 학문을 절충한 한강학 또는 한려학(寒旅學)이라는 새로운 학파를 창설한다. 한려학파에서는 근기남인의 시조격인 허목, 윤휴 등이 배출되었다. 예 역시 한쪽이 한쪽에게만 지키는 일방적인 예의가 아니라 서로 예의를 지켜야 된다고 주장했다.
그 자신은 주자의 이론과 가례를 철저하게 지켰으나 문인과 주변인들에게는 이를 강요하지 않았다.

### 향토지 편찬
읍지에도 관심이 많았던 그는 후일 유학자들의 향토지 편찬 주도와 각 지역과 지역 유지들이 향토지 편찬, 발간 사업에 영향을 주었다. 그의 향토지 편찬으로 그의 문인들을 비롯한 후대의 학자들은 자신이 지방관으로 부임한 지역이나 자신의 고향 향토지 편찬을 주관하였고, 이후 각지의 지방관과 지역 유지들을 중심으로 향토지를 편찬하고 지역 인문학 기록 노력을 기울이게 하는데 영향을 미쳤다. 1580년 《창산지 昌山誌》를 편찬한 그는 자신이 지방관으로 부임하는 지역마다 스스로 지역을 답사하거나 채록하여 지역의 향토지들을 편찬해 《동복지 同福志》, 《관동지 關東志》, 《영가지 永嘉志》, 《평양지 平壤志》, 《함주지 咸州志》 등의 지역 향토지를 간행하였다.
특히 《영가지 永嘉志》와 《평양지 平壤志》 등의 편찬을 주관한 것이 여러 지식인들에게 영향을 주면서 후대의 읍지들에 많은 영향을 주게 된다. 그가 향토지를 편찬의 목적은 생민(生民)도 있었지만 향약외에도 지역 전통을 기록해둠으로서 역사적 기록을 남김과 동시에 풍속의 순화와 교육, 교화가 목적이었다. 이때 그가 편찬한 각 지역의 향토지들 중 기록에 남은 것은 7종이고 그 중 현존하는 것은 《함주지 咸州志》만이 전한다.

### 주자학에 대한 관점
그는 주자학에 깊이 침잠했다. 주자와 관련된 운곡(雲谷)·무이산(武夷山)·백록동(白鹿洞)·회암(悔庵)에서 마지막 자를 따 《곡산동암지 谷山洞庵志》를 편찬하는가 하면, 〈무이구곡도 武夷九谷圖〉를 보고 느낀 점을 기록하기도 하고, 《무이지 武夷志》를 읽고 독후감을 쓰기도 했다. 특히 주자의 〈무이구곡지〉에 차운을 한 〈무이구곡시〉 10수는 그가 얼마나 주자를 그리워하면서 주자학을 철저하게 체현하려 했는지를 알게 한다.
기본적으로 성리학자였음에도 주자의 생각만이 진실이라고 하지는 않았다. 주자를 존경할 유학자로는 인정하되 그도 오류가 있을 수 있다고 판단하였다. 그 뒤 다른 학자들의 견해 외에 주자의 견해를 직접 해석하였고, 공자와 맹자, 순자의 견해 등도 선학자들의 주장만을 일방적으로 강요하지 않고 직접 해석하여 문인, 제자들에게 가르쳤다.
1603년 정민정(程敏政)의 《심경부주 心經附註》를 비판한 스승 이황의 《심경후론 心經後論》을 계승해 《심경발휘 心經發揮》를 저술했는데, 육구연(陸九淵)의 입장을 반영한 정민정의 설을 모두 삭제하고 이정(二程, 정이, 정호)과 주자의 설을 새롭게 재구성한 것이다.
《심경》은 경(敬)을 요체로 하는 성리학의 수양방법을 잘 제시한 책으로 16세기 후반 이후 영남 이황학파의 하나의 학문적 특색으로 자리잡았다. 이외에 역시 이황의 저술인 ≪주자서절요 朱子書節要≫를 분류해 ≪개정주자서절요총목 改定朱子書節要總目≫을 편찬했으며, 《성현풍범 聖賢風範》·《수사언인록 洙泗言仁錄》·《염락갱장록 濂洛羹墻錄》 등의 성리서를 저술하였다.

### 시의 작품성
그는 작품에서 현실의 경치, 경관을 주로 묘사했다. 그러나 시에도 주자와 성리학적 영향이 함축되어 있다.
〈무휼구곡시〉는 정구가 배향되어 있는 회연서원 뒤편 봉우리인 봉비암에서부터 대가천의 물줄기를 거슬러 오르며 김천시 증산면 수도산의 용추에 이르기까지 아홉 구비를 설정하여 노래한 것이다. 이 시의 서시에서 밝힌 "주부자께서 일찍이 깃들었던 곳, 만고에 길이 흐르는 도덕의 소리여"라고 한 데서 충분히 알 수 있다. 그는 조선 땅에서 주자를 만나고 있는 것이다.
무휼구곡시의 첫 수는 이러하다.
| “ | 첫째 구비 여울목에 고깃배 띄우니 석양 부서지는 냇가 실 같은 바람 감도네 뉘 알리오. 인간 세상의 근심 다 버리고. 박달 나무 삿대 잡고 저문 연기 휘저을 줄을. | ” |

이 시에는 정구의 성리학적 자연관이 내포되어 있다. 성리학적 자연관이란 자연의 질서를 인간의 수양 논리로 이해하는 것을 맗나다. 바위 아래로 흐르는 물을 거슬러 오르면서 인간의 다양한 감각적 욕망에서 발생하는 인욕(人慾)을 막고 물의 근원을 찾아 인간 심성의 근원을 회복하자는 것이다. 인간 세상의 모든 근심을 버리고자 한 것이다.

### 역사서 편찬
동양의 역사 지식도 해박했던 그는 《역대기년 歷代紀年》과 역대 인물들의 정리와 평가의 성격을 지닌 《고금충모 古今忠謨》·《치란제요 治亂提要》 등을 저술하였다. 그는 기자조선-신라 위주로 편찬되던 기존의 역사와는 다르게 단군조선의 중요성도 지적하였는데, 그의 영향을 받은 허목과 이익, 안정복 등은 후에 단군조선과 고구려, 발해를 우리 역사의 중요한 한 부분으로 자리매김하게 되었다.
역사서를 편찬하면서는 주자의 《자치통감강목 資治通鑑綱》의 영향을 받았고, 연표형식으로 중국사와 한국사, 그리고 기타 동양의 여러 국가들의 역사를 정리하였는데, 강목체 서술을 하면서도 정통론의 특징도 보이기 시작하였다. 그의 역사 서술은 강목론 형식과 뒤에 나타나는 정통론으로 넘어가는 중간 연결고리를 형성하였다.
그는 조선의 역사를 중국의 역사가 아닌 조선의 독자적인 역사로 규정하였다. 이는 허목의 동사, 안정복의 동사강목 등에 영향을 준다.

### 의학서 편찬
간단한 민간요법 외에도 안질환을 진맥할 수 있었다. 의학서로 눈병에 대한 처방을 담은 《의안집방 醫眼集方》을 간행하였으며, 집에 소장한 의학서와 기타 의학서들을 참고하여 출산과 육아에 대한 내용을 간단하게 정리한 《광사속집 廣嗣續集》 등의 의서를 편찬하여 의사를 만날수 없었던 시골과 산골의 백성들에게 보급하기도 했다.

### 남인과 북인 당원 양성
그는 관직에 임명될 때 내직을 사양하고 주로 자원하여 지방관의 외직을 맡았다. 이것은 당쟁에 얽힌 권모술수가 난무하는 중앙정계보다 외직을 맡아 자신의 덕치주의 이상인 지방학문을 융성시키고 민중을 교화하여 세상을 바로잡고자 하는 그의 신념 때문이었다.
수많은 문하생을 배출했으며 기록에 전하는 것만 300여명이다. 왕조실록에 의하면 학자들은 그의 생존시부터 그를 가리켜 한강 선생(寒岡先生)이라고 하였다. 그의 문하생들은 대체로 남인과 북인에 폭넓게 진출하였다. 그의 학통은 제자 윤효전과 허목을 통해 유형원, 이서우를 거쳐 이익, 오상렴, 강박, 신후담, 안정복, 채제공, 정약용 등에게로 이어진다. 또한 한준겸 등 일부는 서인 당원이 된다.
남인과 북인계 예학의 근간이 되었다. 이는 서인 예학파인 김장생, 김집의 학파와 대립을 초래한다.
1679년 화순 도원서원에 석천 임억령, 한강 정구, 우산 안방준이 추향되었다. 한강 정구는 동복현감을 한 적이 있고, 도원서원의 주벽인 최산두의 스승 김굉필의 외증손자이기도 하다.

## 기타
몸단속을 매우 엄하게 하였으며 예학(禮學)에 힘써 명성이 날로 드러났다.
한가지 틀에 얽매이지 않고 자유로웠다. 왕조실록에는 그에게 '성품이 진중하지 못했다.'는 비평이 실려있기도 하다.
후일 퇴계 이황의 사당에 그와 그의 제자이자 조카사위인 장현광 중 누구를 먼저 배향하느냐를 놓고 정구의 다른 후학들과 장현광의 후학들 사이에 갈등이 벌어지기도 했다.
광해군 때 이여빈(李汝馪)이 이언적, 이황의 문묘 종사를 상소한 회퇴 변척소를 한강 정구가 내용을 첨삭했다는 소문이 유포되었다.
함안 출신 학자 간송 조임도(澗松 趙任道)가 이여빈의 상소문을 입수하여 읽고 박백화(朴伯和, 무민당 박인(无悶堂 朴絪))에게 편지를 보냈다. 조임도는 박인에게 '이 찰방(李察訪)의 종사(從祀)와 관계된 상소는 지난해 제가 직접 보고 물어보니, 한강(寒岡)이 첨삭했다는 설은 크게 허황된 것입니다. 이미 지은 뒤에 한 번 훑어봤을 따름이라고 하니, '필삭(筆削)' 두 글자는 무함에 가까우므로 제가 손수 지워 없애버렸습니다. 편지 쓸 종이를 마주하니 멍하여 뭐라고 말해야 할지 모르겠습니다.(李察訪從祀疏章事，往年任親見問之，則寒岡筆削之說，大脫空矣。旣作之後，但一涉覽而已云云，則“筆削”二字，近於矯誣，故任手自塗抹矣。臨紙茫然，不知所云。)'라 하였다.
조임도는 박인에게 보낸 편지에, 이여빈의 상소문을 읽고 직접 물어봤으나, 한강 정구가 내용을 첨삭했다는 소문은 허황되었다고 하였다.

### 무흘구곡

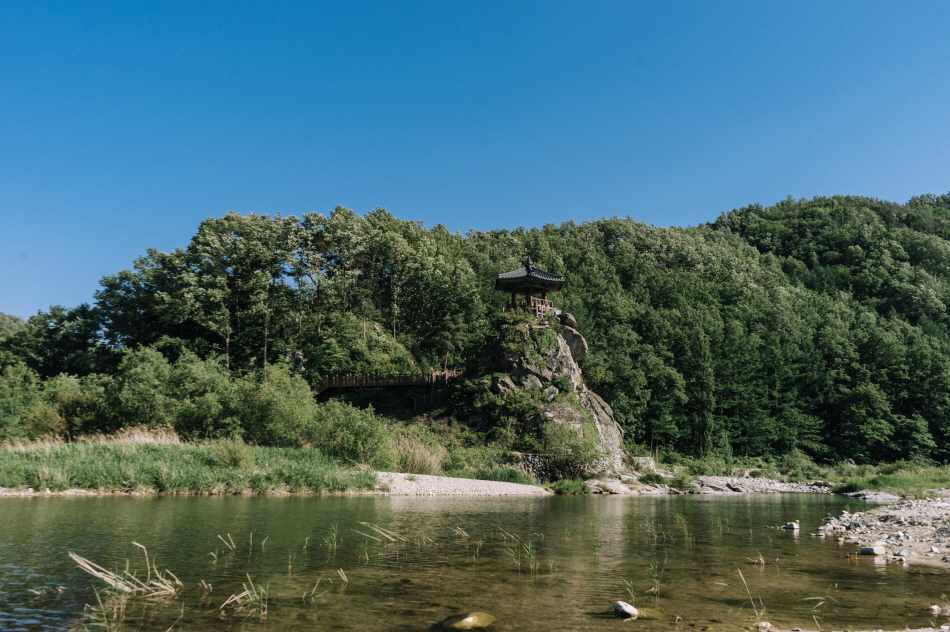
무흘구곡 제2곡 무학정

경상북도 성주군과 김천시의 무흘구곡(武屹九曲)은 정구와 그 후예들이 대가천의 계곡을 오르내리며 한시를 지어 절경을 노래했던 곳으로, 9곡의 굽이마다 이름을 지어 의미를 부여하고 상징화하였다.

## 같이 보기
| - 정탁 - 이황 - 조식 - 오건 - 박승임 - 김효원 - 류성룡 - 장현광 - 김우옹 - 이산해 - 정인홍 - 홍우원 - 김굉필 - 조광조 | - 동인 - 북인 - 남인 - 문위 - 윤효전 - 허목 - 윤휴 - 허적 - 유형원 - 이서우 - 이익 - 오상렴 - 김식 | - 권대운 - 신후담 - 안정복 - 채제공 - 정약용 - 이가환 - 이현일 - 성주 의국 중수기 |

## 참고 자료
- 김동협, 〈정구(鄭逑) 문학론의 한 국면(局面):｢천손하고칠석회변(天孫河鼓七夕會辨)｣과 ｢강선루기(降仙樓記)｣를 중심으로〉, 한국문학언어학회, 《어문론총 제44호》 (한국문학언어학회, 2006)
- 한국학술정보 편집부, 《한강 정구 문집 1~4》 (한국학술정보, 2006)
- 윤천근 , 《남인 예학의 선구 / 정구》 (한국국학진흥원, 2006)